# Mother’s Pride
Mother’s Pride – czwarty album zespołu Fanny, wydany w 1973 roku przez Reprise Records.

## Lista utworów
Utworzono na podstawie materiału źródłowego.
1. Last Night I Had A Dream (Randy Newman)
2. Long Road Home (June Millington)
3. Old Hat (David Skinner)
4. Solid Gold (Nickey Barclay)
5. Is It Really You? (Barclay)
6. All Mine (Jean Millington, June Millington)
7. Summer Song (June Millington)
8. Polecat Blues (June Millington)
9. Beside Myself (Jean Millington, Barclay)
10. Regular Guy (Barclay)
11. I Need You Need Me (Barclay)
12. Feelings (June Millington, Barclay)
13. I'm Satisfied (Barclay)

## Wykonawcy
- Jean Millington - gitara basowa, wokal
- June Millington - gitara, wokal
- Nickey Barclay - keyboard, wokal
- Alice de Buhr - perkusja, wokal